# 斯氏頜脂鯉
斯氏頜脂鯉（学名：Gnathocharax steindachneri）為輻鰭魚綱脂鯉目脂鯉亞目狼牙脂鯉科的其中一個種，分布於南美洲亞馬遜河及奧里諾科河流域，體長可達5公分，棲息在溪流，生活習性不明，可作為觀賞魚。